# بنيامين موتون
بنيامين موتون (بالإنجليزية: Benjamin Mouton)‏ هو ممثل أمريكي، ولد في 13 مارس 1965 في الولايات المتحدة.

## أعمال

### أفلام
- (1992) غريزة أساسية[4][5][6]

### مسلسلات
- إيلياس
- جوال تكساس ووكر

## وصلات خارجية
- بنيامين موتون على موقع IMDb (الإنجليزية)
- بنيامين موتون على موقع ألو سيني (الفرنسية)
- بنيامين موتون على موقع أول موفي (الإنجليزية)
- بنيامين موتون على موقع قاعدة بيانات الأفلام السويدية (السويدية)
- بنيامين موتون على موقع قاعدة بيانات الفيلم (الإنجليزية)